# Kleine bombardeerkever
De kleine bombardeerkever (Brachinus explodens) is een keversoort uit de familie van de loopkevers (Carabidae). De wetenschappelijke naam van de soort werd in 1812 gepubliceerd door Caspar Erasmus Duftschmid.